# Nogometni klub Branik Maribor
Il Nogometni klub Branik Maribor, meglio noto come Branik, è stata una società calcistica con sede a Maribor, una città in Slovenia, all'epoca parte della Jugoslavia socialista. Faceva parte della polisportiva MŠD Branik.
Viene fondato nel 1949 come successore del 1.SŠK Maribor e cessa l'attività nel 1960, in seguito all'accusa di aver intossicato i calciatori del NK Karlovac, avversari nello spareggio per la promozione nella Druga Liga 1960-1961.
"Branik", in lingua slovena, significa "paraurti".

## Storia

### Nomi
- 19.07.1945: FD Maribor (Fizkulturno društvo "Maribor")
- 27.09.1946: FD Polet (Fizkulturno društvo "Polet")
- 30.08.1947: SFD Polet (Sindikalno fizkulturno društvo "Polet")
- 20.09.1948: SŠD Polet (Sindikalno športno društvo "Polet")
- 29.01.1949: NK Branik (Nogometni klub "Branik")
- 11.12.1960: scioglimento del club

### Origini
Similmente alle altre città slovene (Lubiana, Celje, Trbovlje) dopo la prima guerra mondiale, anche a Maribor nascono nuovi club, il maggiore di essi è il 1.SŠK Maribor (spesso chiamato semplicemente "Maribor"), fondato nel 1919 dalla gioventù slovena. Assieme ad atletica e tennis, il calcio è una delle principali discipline sportive del club, e nel 1920 riceve il suo primo campo nell'area dell'attuale Ljudski vrt. Durante il periodo interbellico, il Maribor è una delle migliori squadre slovene e, negli anni '30 vince per 3 volte il campionato della sottofederazione di Lubiana (massimo livello calcistico in Slovenia nel Regno di Jugoslavia). Dopo lo scoppio della seconda guerra mondiale, la Slovenia orientale passa sotto la Germania nazista che scioglie immediatamente tutte le società culturali e sportive slovene. Il 1.SŠK Maribor ne soffre particolarmente: tra i suoi membri ci sono dozzine di arresti e deportazioni. Questo causa la fine di tutte le operazioni e molti dei membri rimasti passano a combattere per la patria e 51 di loro muoiono nei combattimenti contro i Tedeschi fra il 1941 ed il 1945.

### Fondazione
Dopo la fine della guerra, il 19 luglio 1945, viene fondato un nuovo club: il FD Maribor (Fizkulturno društvo Maribor), che diviene il successore del 1.SŠK. In pochi anni questo club cambia nome più volte, fino a divenire SŠD Polet (Sindikalno Športno Društvo Polet) il 20 settembre 1948. A causa della difficile situazione dopo la guerra, molte sezioni sportive del SŠD Polet iniziano ad organizzarsi in modo autonomo. Alla fine degli anni '40, una iniziativa porta alla fondazione del NK Branik. I promotori dell'idea vogliono fondare un'associazione calcistica che divenga il fiore all'occhiello della nuova organizzazione sportiva, con altri dipartimenti sportivi da fondare in seguito. Un paio di mesi dopo, il 29 gennaio 1949, viene fondato il NK Branik, e nel 1951 entra a far parte della nuova organizzazione sportiva MŠD Branik. La scelta del bianco e nero, come colori ufficiali dell'associazione, sono stati presi da quelli del 1.SŠK Maribor. Nei primi anni di vita, negli anni '50, le attenzioni del club sono rivolte alla ricostruzione dello stadio, che era stato devastato durante la guerra. L'inaugurazione avviene il 12 luglio 1952. Nei suoi anni di vita, il Branik milita quasi sempre nel campionato della lega repubblicana slovena, in cui vince due titoli ed arriva secondo in altre due occasioni.
Il miglior piazzamento è l'ottavo posto nella Druga Liga 1953-1954.

### Scioglimento e conseguenze
Nel 1960, durante le gli spareggi per la promozione in Druga Liga 1960-1961, il Branik viene coinvolto nel caso dell'intossicazione alimentare prima della partita contro il Karlovac. Come diretta conseguenza, il club viene sciolto l'11 agosto 1960. Il Karlovac vince l'andata per 2–0, ma, una settimana dopo a Maribor, durante la loro permanenza all'hotel Orel, l'intera squadra viene ricoverata in ospedale per un grave caso di diarrea. È evidente che i giocatori sono stati avvelenati prima della partita: qualcuno ha messo qualcosa in le loro frittelle. I croati tornano a casa prima che si giochi la gara di ritorno, lasciando allo stadio 10mila tifosi del Branik ad aspettare invano l'inizio della partita di ritorno.
Non è chiaro fino ad oggi come si siano ammalati i giocatori del Karlovac. In un primo momento i sospetti sono su alcuni fan del Branik, tuttavia, vengono assolti da ogni colpa dal tribunale distrettuale di Maribor. I test sugli alimenti dell'istituto di igiene di Maribor stabiliscono che il cibo servito nell'hotel Orel non era in alcun modo alterato. A seguito della procedura presso il tribunale distrettuale di Maribor, dove vengono interrogati 40 testimoni da Maribor e da Karlovac, viene stabilito che non è possibile determinare chi sia il responsabile dell'intossicazione alimentare e se si sia verificata. Alla fine, il tribunale distrettuale assolve il NK Branik da ogni colpa. Anche se il vero colpevole rimane sconosciuto fino ad oggi: i padroni di casa sono stati disonorati, il club è stato squalificato e sciolto. I funzionari del NK Branik in seguito fondano un nuovo club, con lo stesso nome, che gareggia con scarso successo nei campionati jugoslavi inferiori e alla fine viene sciolto alla fine degli anni '70.
Dopo lo scioglimento del NK Branik, la città di Maribor rimane senza un'associazione calcistica che possa giocare a livello professionistico, motivo per cui viene fondato il NK Maribor il 12 dicembre 1960. Il NK Maribor alla fine diventa il club di maggior successo nella storia del calcio sloveno ed entra a far parte dell'organizzazione MŠD Branik nel 1988. Sebbene il club utilizzi solo il nome NK Maribor nelle competizioni nazionali e internazionali, è ufficialmente registrato come NK Maribor Branik.

## Stadio
Dal 1952, il Branik ha utilizzato lo Stadion Ljudski vrt, oggigiorno "casa" del NK Maribor.

## Palmarès
Lega repubblicana slovena
- vincitore: 1958-59, 1959-60
- secondo: 1951, 1952
- terzo: 1948-49, 1950

Liga Varaždin-Maribor-Celje
- vincitore: 1956-57
- terzo: 1957-58

Campionato del distretto di Maribor
- vincitore: 1946

Coppa della Repubblica Popolare di Slovenia
- vincitore: 1959
- finalista: 1953